# Reginald Arvizu

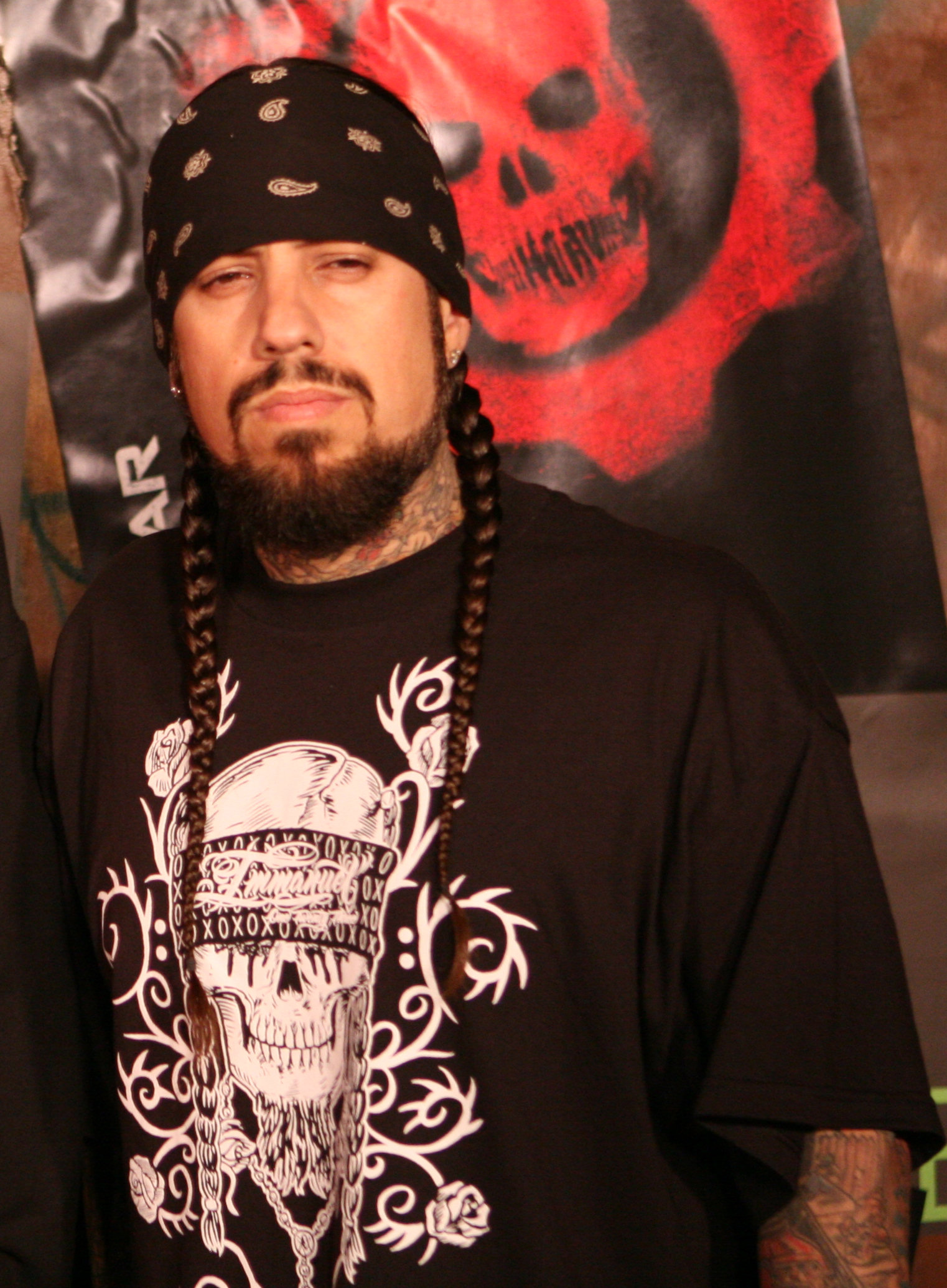
Reginald Arvizu

Reginald Quincy 'Fieldy' Arvizu (Los Angeles County, 2 november 1969) is een Amerikaans basgitarist.
Arvizu, beter bekend als 'Fieldy', is de bassist van de nu-metalband Korn. Hij heeft met Korn in totaal elf albums gemaakt. Zijn eigen soloalbum zou naar verwachting in oktober 2010 verschijnen.

## Discografie

### KoRn
- KoRn (1994)
- Life Is Peachy (1996)
- Follow The Leader (1998)
- Issues (1999)
- Untouchables (2002)
- Take A Look In The Mirror (2003)
- See You On The Other Side (2005)
- Untitled (2007)
- KoRn III: Remember Who You Are (2010)
- The Path Of Totality (2011)
- The Paradigm Shift (2013)

### Stillwell
- Dirtbag (2011)